# Ерофеев, Александр Павлович
Александр Павлович Ерофеев (1929—1981) — бригадир проходчиков шахты «Байдаевская», Герой Социалистического Труда.
Родился 23 ноября 1929 года в селе Борисовка Уколовского района Рязанской области.
В июне 1948 года после окончания ФЗУ устроился на шахту «Байдаевская» электрослесарем. Через полтора года работы стал взрывником. Вскоре вошёл в состав комсомольско-молодёжной проходческой бригады, а в начале 1953 года возглавил её.
В 1957 году за выдающиеся успехи, достигнутые в деле развития угольной промышленности, ему было присвоено звание Героя Социалистического Труда. Работал на шахте до апреля 1981 года. Умер в сентябре 1981 года.